# Saint-Aubin-de-Crétot
Saint-Aubin-de-Crétot är en kommun i departementet Seine-Maritime i regionen Normandie i norra Frankrike. Kommunen ligger i kantonen Caudebec-en-Caux som tillhör arrondissementet Rouen. År 2022 hade Saint-Aubin-de-Crétot 518 invånare.

## Befolkningsutveckling
Antalet invånare i kommunen Saint-Aubin-de-Crétot
| Referens: INSEE |